# Димитър Гюдженов
Димитър Атанасов Гюдженов е български художник, известен със своите картини на военна и историческа тематика, често използвани за илюстрации в енциклопедии и учебници по българска история.

## Биография
Димитър Гюдженов е син на художника Атанас Гюдженов. През 1915 г. завършва живопис в класа на проф. Цено Тодоров в Художественото индустриално училище (днес Национална художествена академия) в София, като междувременно учи два семестъра и в парижкото Национално училище за изящни изкуства (1913 – 1914 г.).
Започва да рисува като военен художник в щаба на Осма пехотна тунджанска дивизия, от този период са картините му „Обоз на път“, „През Морава“, „Вълчи ями“, които днес се съхраняват във Военно-историческия музей. Стремежът му е в тях да изобрази същността на военните събития неразделно от живота на обикновените войници.
Между 1920 г. и 1933 г. Димитър Гюдженов преподава в Академия, където е професор. Сред неговите ученици там са Стоян Венев, Петко Задгорски и Страхил Титиринов. През 1925 г. рисува първите си картини на историческа тематика, която заема основният жанр в цялото му творчество. Други жанрове, в които Гюдженов твори, са битовата живопис, пейзажът и портретът.
От 1933 до 1945 г. работи като художник към щаба на българската армия, което го вдъхновява за цяла поредица от платна с военни и исторически сюжети и личности. След 1944 г. социалните теми също биват добре застъпени в платната му. През 1959 г. на Димитър Гюдженов и проф. Никола Кожухаров е поверено изписването на старозагорската църква „Свети Димитър“. През 1961 двамата изографисват и варненския православен храм „Свети Николай“. Гюдженов рисува стенописи на църкви и в Бургас, Пловдив, Чирпан.
Член и съосновател е на Дружеството на южнобългарските художници (1911), както и на Дружеството „Съвременно изкуство“. От 1931 до 1941 г. е председател на Дружеството на художниците в България, което по-късно влиза в състава на Съюза на българските художници. Участва в общи изложби на тези дружества в България, както и в чужбина (Берлин, Виена, Ню Йорк, Прага).
За творчеството си Гюдженов е носител на много отличия, сред които: Димитровска награда през 1951 г., сребърен Народен орден на труда през 1966 г. и два пъти орден „Кирил и Методий“ – I степен през 1963 и 1972 г.

## Творчество
Картини на Димитър Гюдженов са изложени в Националната художествена галерия и Националния военноисторически музей. Една от най-внушителните картини на Димитър Гюдженов, „Симеон Велики“ (1927), е експонирана при президента на Република България 

### Други известни картини на Димитър Гюдженов
- „Превземане на крепост“ (1924)
- "Цар Симеон – златният век на българската писменост“
- „Цар Симеон пред Цариград“ (1937)
- „Български боляри получават данъци в натура“ (1957)
- „Хан Тервел и Юстиниян“ (1960)
- „Портрет на капитан Георги Мамарчев“
- „Хан Омуртаг пред Мадара“
- „Петър и Асен обявяват въстанието в Търново“
- „Бой за Шипка“
- „Хан Аспарух преминава Дунав“
- „Бежанци“ (1922)
- „Дъжд на фронта“ (1916)[неработеща препратка]
- „През Морава“ (1917)[неработеща препратка]
- „Телериг“
- „Боят при Мека Црев“
- „Княз Александър I Батенберг с щаба си наблюдава боя при Драгоман, 10 ноември 1885 г.“
- „Крум взема главата на Никифор“
- „Хан Крум и победените авари“
- „Хан Крум пред стените на Цариград“
- „Хан Кубрат и синовете му“ (1926), пощенска марка
- „Ботевата чета слиза на българския бряг при Козлодуй“ (1949)
- „Цар Борис“
- „Рилският манастир“
- „Оборище“
- „Посрещането на генерал Гурко в София“ (1953)
- „Коситба“ (1937)
- „Жътва“ (1945)
- „Първият брой на Работнически вестник“ (1952)
- „Боят при Драва-Соболч“ (1953)
- „Димитър Благоев редактира в. „Работник“ (1892)“
- „Боят при Тутракан“
- „Из Преображенското въстание…“
- „През гробищата“
- „Вечер в Стара планина“
- „Черепишки манастир“
- „Борис в манастир“
- „Хвърковатата чета на Бенковски“ и др.